# Carex tristis
Carex tristis är en halvgräsart som beskrevs av Friedrich August Marschall von Bieberstein. Carex tristis ingår i släktet starrar, och familjen halvgräs. Inga underarter finns listade i Catalogue of Life.